# 埃尔坎·巴戈特
埃尔坎·巴戈特（英語：Elkan William Tio Baggott，2002年10月23日—）是出生于泰国的印尼足球运动员，司职后卫。現効力英格兰足球冠军联赛俱乐部伊普斯维奇，同时也代表印度尼西亚国家足球队。